# Пруссия (королевство)
Короле́вство Пру́ссия (нем. Königreich Preußen) — обозначение Прусского государства в период 1701—1918 годов во время правления прусских королей. С 1871 года Прусское королевство стало ведущим государством провозглашённой Германской империи, занимая почти две трети всей её площади, а прусские короли, произошедшие из бранденбургской династии Гогенцоллернов, одновременно занимали общегерманский трон. По сложившимся историческим событиям, королевство было провозглашено на территории Прусского герцогства, хотя его ядром стал Бранденбург. В связи с этим фактической столицей королевства был бранденбургский Берлин, хотя коронации традиционно проводились в исторически прусском Кёнигсберге.

## Провозглашение королевства и его название
Название «Королевство Пруссия» (нем. Königreich Preußen) первоначально относилось лишь к территории бывшего Прусского герцогства (Восточная Пруссия), на которой курфюрст Бранденбурга Фридрих III (бывший одновременно также и герцогом Пруссии), провозгласил себя королём в Пруссии (нем. König in Preußen) под именем Фридриха I, тем самым создав новое государство — Прусское королевство. Провозгласить себя королём Пруссии (нем. König Preußens) он формально не мог, так как не имел власти над Королевской Пруссией (Западная Пруссия), находившейся до 1772 года под властью польского короля. Лишь когда Западная Пруссия также вошла в состав Прусского королевства, прусские короли стали себя официально называть «королями Пруссии».
Эта историческая территория Пруссии относилась к собственно Королевству Пруссия, однако под властью прусских королей находились и другие территории, которые принадлежали династии бранденбургских Гогенцоллернов и, соответственно, являлись частью Прусского государства (нем. Preußischer Staat), однако до 1806 года формально не входили в состав Прусского королевства, так как были частью Священной Римской империи германской нации, находившейся номинально под властью династии Габсбургов.
Поскольку в рамках Священной Римской империи существовал лишь один король немцев, то Фридрих согласно санкции императора Леопольда I (в обмен на союз против Франции в войне за испанское наследство) короновался 18 января 1701 года королём нового государства лишь на землях, не входивших в состав имперских территорий: «король в Пруссии». Предлог «в» в титуле был обязательным условием для получения санкции на коронацию, так как подчеркивал отсутствие претензий на титул короля Германии. Официально бранденбургские владения стали частью Пруссии после распада Священной Римской империи в 1806 году. Территория же собственно Прусского королевства (вместе с Вармией) стала известна как провинция Восточная Пруссия. Тем не менее в историографии принято под Королевством Пруссия понимать территорию всего Прусского государства.

## История

### Предыстория восточной части королевства и его первоначальная территория
Происхождение слова-этнонима «пруссы» — не самоназвание. Так сами себя не называли ни пруссы в целом, ни какое-либо из племён (колен) предполагаемого прусского племенного союза (IX/X−XIII вв.). По мнению подавляющего большинства исследователей, пруссы как этнос являлись синтезом разных западно-балтских этнических образований.
У каждого из девяти прусских колен было собственное самоназвание, с идентификацией по территории: сембы из Самбии, натанги из Натангии, помезане из Помезании, погезане из Погезании, вармийцы из Вармии и так далее (скальвы, как и жившие на юго-востоке Пруссии ятвяги, многими лингвистами и археологами рассматриваются как отдельный от пруссов народ). По мнению части исследователей, это якобы говорит об отсутствии государственной самоорганизации у балтоязычных пруссов, — они-де были лишь непрочным союзом девяти или десяти близкородственных балтских племён (колен).
Кельты и германцы в эпоху Юлия Цезаря землю будущей Пруссии именовали «Озерикта» и «Аустравия» — 'восточная страна'.
В период максимального могущества языческой Пруссии прусские земли простирались от нижней Вислы до нижнего Немана.
Часть пруссов во время их насильственной христианизации бежали в Литву и поселились, наряду с другими местами, на территории современной северо-западной Беларуси (Гродно, Слоним, Вороново и др. районы), где по сей день существуют поселения в основном литовскоязычных бартяков (от прусского субэтнонима или прежнего литовского наименования всех пруссов *bartai).
Небольшая часть пруссов (восточная Надровия) в 1422 году вошла в состав Великого Княжества Литовского, впоследствии став частью литовского этноса как занеманские сувалькийцы.
Фридрих Вильгельм I, курфюрст Бранденбурга и герцог Пруссии, умер в 1688 году. Его наследство перешло к сыну, Фридриху III (1688−1701), ставшему первым королём Пруссии Фридрихом I (1701−1713).
Территория королевства была разбросана более чем на 1200 км: от бывшего Герцогства Пруссия на юго-восточном побережье Балтийского моря к сердцу Гогенцоллернов — Бранденбургу, с эксклавами — Герцогство Клевское, округи Марк и Равенсбург в Рейнланде. Новое Королевство Пруссия было очень бедно — трудно шло восстановление после Тридцатилетней войны. В 1708−1711 гг. приблизительно одна треть населения Восточной Пруссии стала жертвой бубонной чумы. Последняя в августе 1710 года достигла Пренцлау, но в конце концов отступила, не достигнув столицы — Берлина, до которого оставалось около 80 км.
Швеция, потерпев поражение от России, Саксонии, Речи Посполитой, Датско-Норвежской унии, Ганновера и Пруссии в Северной войне (1700−1721), потеряла территории на южном побережье Балтийского моря. По прусско-шведскому договору, подписанному в Стокгольме (январь 1720), Пруссия получила Штеттин (Щецин) и другие бывшие шведские территории в Померании.

### 1740—1760: Силезские войны
В 1740 году король Пруссии Фридрих II занял трон. Использовав в качестве повода договор 1537 года (на договор наложил вето император Фердинанд I), согласно которому Силезия должна была перейти к Бранденбургу после прерывания её правящей династии Пястов, Фридрих начал вторжение в Силезию, развязав войну за австрийское наследство. После быстрой оккупации Силезии Фридрих вызвался защищать эрцгерцогиню Марию Терезию Австрийскую, при условии, что край будет передан ему. Предложение было отвергнуто, но Австрия столкнулась с рядом других противников и Фридриху в конце концов удалось получить официальные территориальные уступки в соответствии с Берлинским договором в 1742 году.
К удивлению многих, Австрии удалось успешно возобновить войну. Зная о готовящемся австрийском реванше в 1744 году Фридрих решил нанести удар на упреждение и вновь вторгся в имперские владения, на этот раз, в Богемию. Он потерпел неудачу, но французское давление на Австрию, союзника Великобритании, привело к серии договоров и компромиссов, в результате чего в 1748 году был подписан Второй Ахенский договор, который восстановил мир и отдал Пруссии во владение большую часть Силезии.
После своего унижения уступкой Силезии, Австрия направила свои усилия для обеспечения альянса с Францией и Россией («Дипломатическая революция»), тогда как Пруссия имела проблемы по созданию коалиции с Великобританией.
Второе вторжения Фридриха в Саксонию и Богемию в течение нескольких месяцев в период 1756—1757 годов привело к Семилетней войне. Эта война стала отчаянной борьбой прусской армии против многих великих европейских государств, продемонстрировав высокую боеспособность прусской армии. Против коалиции Австрии, России, Франции и Швеции противостояли только Пруссия, Ганновер и Великобритания. Фридриху удалось предотвратить серьёзное вторжение на свои территории в октябре 1760 года, когда русская армия временно оккупировала Берлин и Кёнигсберг. Ситуация для королевства стала постепенно ухудшаться, однако после смерти императрицы Елизаветы Петровны в 1762 году она резко изменилась («Второе чудо Бранденбургского дома»). Присоединение к коалиции с Пруссией Петра III устранило восточный фронт. Примерно в то же время из войны также вышла и Швеция.
После победы над австрийской армией в битве при Буркерсдорфе Пруссии, наконец, удалось установить статус-кво на континенте. Этот результат подтвердил ведущую роль Пруссии среди германских государств и создание страны на уровне Великого европейского государства. Фридрих, потрясённый почти состоявшимся поражением Пруссии, проживал остатки своих дней как мирный руководитель.
Прусская армия 
Ядром прусской армии являлись мушкетёры, а также гренадеры, фузилёры и пикинёры, кавалерия состояла из кирасиров, драгунов и гусаров.

### 1772, 1793, 1795 годы: Разделы Речи Посполитой
К востоку и югу от Пруссии находилась Речь Посполитая, которая постепенно приходила в упадок в течение XVII века. Обеспокоенный увеличением российского влияния в польских делах и возможным расширением Российской империи, Фридрих принял участие в первом из разделов Речи Посполитой между Россией, Пруссией и Австрией в 1772 году для поддержания баланса сил. Королевство Пруссия аннексировало большую часть территории Короны Королевства Польского Королевская Пруссия, в том числе Вармию. Присоединенные территории образовали в следующем году провинцию Западная Пруссия. Новую территорию, вошедшую в состав Восточной Пруссии (территория, ранее известная как герцогство Пруссия) в Померании, объединили в королевство на восточных территориях.
После смерти Фридриха в 1786 году его племянник Фридрих Вильгельм II продолжил разделы Польши, что позволило Пруссии получить значительную часть западной Польши в 1793 году.
В 1795 году Речь Посполитая перестала существовать и большие территории (в том числе Варшава) к югу от Восточной Пруссии стали частью Пруссии. Эти новые территории были организованы в провинции Новая Силезия, Южная Пруссия и Новая Восточная Пруссия.

### 1806—1815: Наполеоновские войны
В 1806 году Священная Римская империя была упразднена в результате наполеоновских побед над Австрией. Титул курфюрст (князь-избиратель) Бранденбурга стал бессмысленным и был отменен. К этому времени Гогенцоллерны имели многочисленные титулы: глава евангелической церкви королевства, курфюрст, великий князь, герцог для различных регионов и сфер их правления. После 1806 года он стал иметь единственный титул — король Пруссии.
В результате поражения Пруссии в битве при Йене и Ауэрштедте в 1806 году король Фридрих Вильгельм III был вынужден временно покинуть Мемель. Согласно Тильзитскому договору в 1807 году, Пруссия потеряла примерно половину своей территории, включая земли, полученные при Втором и Третьем разделе Польши (которая в то время стала герцогством Варшавским) и все земли к западу от реки Эльба. Вся остальная часть королевства была оккупирована французскими войсками и король был вынужден создать альянс с Францией и присоединиться к Континентальной блокаде.
После поражения Наполеона в России, Пруссия вышла из альянса и приняла участие в Войне Шестой коалиции во время «освободительной войны» (нем. Befreiungskriege) против французской оккупации. Прусские войска под командованием маршала Гебхарда Леберехта фон Блюхера внесли вклад в окончательную победу над Наполеоном в решающей битве при Ватерлоо в 1815 году.

### 1815: Пруссия после Наполеона
Пруссия в награду за свой вклад в победу над Францией была приглашена на Венский конгресс, где получила назад большую часть своих территорий и приобрела 40 % королевства Саксония и значительную часть Рейнланда. Большая часть территории, которая отошла к Пруссии при третьем разделе Польши, была присоединена к Царству Польскому в рамках Российской империи.
С учётом этих изменений в Пруссии, королевство было реорганизовано на десять провинций. Большая часть королевства, не бывшая в составе Восточной Пруссии, Западной Пруссии и Познани, стала частью нового Германского союза, который пришёл на смену канувшей в лету Священной Римской империи.
В результате революции 1848 года княжества Гогенцоллерн-Зигмаринген и Гогенцоллерн-Хехинген (правила младшая ветвь династии Гогенцоллерн) были присоединены к Пруссии в 1850 году.

### 1848—1871: Войны за объединение Германии
За последующие полвека после Венского конгресса, в Немецком союзе возник конфликт между сторонниками идеи формирования единого германского государства и сохранения нынешнего собрания небольших германских государств и королевств. Создание в 1834 году Таможенного союза Германии (нем. Zollverein), который исключал Австрийскую империю, увеличил прусское влияние на государства-члены. В результате революции 1848 года Франкфуртский парламент предложил королю Фридриху Вильгельму IV объединить Германию вокруг его короны. Фридрих Вильгельм отказался от предложения на том основании, что революционные сборища не могут предоставлять королевские титулы (по его словам, эта корона была «из грязи и дерева»). Но существовали две другие причины его отказа: в то время было сделано мало усилий, чтобы положить конец внутренней борьбе за власть между Австрией и Пруссией. Создание Германской империи означало бы конец независимости Пруссии в рамках федерации.
В 1848 году действия Дании по отношению к герцогствам Шлезвиг и Гольштейн привели к Первой Шлезвигской войне (1848—1851) между Данией и Германским союзом. В ней Дания была побеждена, но Пруссия под внешним давлением была вынуждена отдать ей оба герцогства.
22 мая 1848 года прошли выборы в Прусское Национальное Собрание (Preußische Nationalversammlung), которое 5 декабря приняло Конституционную Хартию Прусского Государства (Verfassungsurkunde für den preußischen Staat). Этот документ — умеренный по меркам того времени, но консервативный по сегодняшним стандартам — предусматривал двухпалатный парламент. Нижняя палата, или Ландтаг, избирался всеми налогоплательщиками, которые были разделены на три типа, чьи голоса имели вес согласно сумме уплачиваемых налогов. Женщины и те кто не платили налоги, не имели право голоса. Это позволило трети избирателей контролировать 85 % от законодательной власти. Верхняя палата, которая впоследствии была переименована в «Палату господ» (нем. Herrenhaus), была назначаема королём. Он сохранил полностью исполнительную власть и министры отчитывались только перед ним. Как результат, власть землевладельческих классов, юнкеров, оставалась незыблемой, особенно в восточных провинциях.
В 1862 году Отто фон Бисмарк был назначен королём Вильгельмом I в качестве премьер-министра Пруссии. Он был полон решимости объединить немецкие государства под прусской властью и управлял Пруссией во время трех войн, которые в конечном счете достигли этой цели.
Первой из упомянутых войн была Вторая Шлезвигская война (1864 год), которую инициировала Пруссия, заручившись поддержкой Австрии. Дания потерпела в ней поражение и отдала Шлезвиг и Гольштейн, Пруссии и Австрии соответственно.
Распределение управления Шлезвигом и Гольштейном стало толчком к Австро-прусской войне (1866 год), известной также как семинедельная война, где Пруссия, в союзе с Королевством Италия и различными северогерманскими государствами, объявило войну Австрийской империи. Австрийская коалиция была разрушена, и некоторые немецкие государства (Королевство Ганновер, Гессен-Кассель, Герцогство Нассау и Вольный город Франкфурт) были присоединены к Пруссии. Важнейшим результатом этих приобретений стало территориальное соединение рейнского комплекса владений Пруссии с остальной частью королевства. Спорные территории Шлезвиг и Гольштейн перешли под Прусское правление. С учётом этих территориальных достижений появилась возможность объединения прусских владений в Рейнланд-Вестфалии с основной частью Королевства. Именно в это время Пруссия достигла своей наибольшей площади и занимала две трети площади Германии. Пруссия оставалась в этих границах до конца 1918 года.
По результатам войны Германский союз был ликвидирован, на его месте образовался Северо-Германский Союз, в котором в 1867 году Пруссия объединила 21 государство к северу от реки Майн.
Пруссия стала доминирующей державой в этом новом образовании, имея четыре пятых его площади и населения. Её почти полный контроль был закреплён в конституции, написанной Бисмарком. Исполнительная власть была возложена на президента; официально была передана прусскому королю, согласно наследственным правам. Канцлер отчитывался только перед ним. Был также создан двухпалатный парламент. Нижняя палата, или Рейхстаг, избиралась на основе всеобщего избирательного права мужчин. Верхняя палата, или Бундесрат (Федеральный совет), назначалась государственной властью. Бундесрат на практике был сильнее Рейхстага. Пруссия имела 17 из 43 голосов и могла легко контролировать кворум в рамках союза с другими государствами. Южные немецкие государства (за исключением Австрии) были вынуждены согласиться на военные союзы с Пруссией. Бисмарк считал что такой путь объединения Германии значительно легче к реализации. Хотя король Вильгельм I был полон решимости сделать территориальное завоевание Австрии, Бисмарк убедил его отказаться от этой идеи. Бисмарк хотел, чтобы Австрия не имела в будущем влияния на немецкие дела, и одновременно видел, что Австрия могла бы быть ценным союзником в будущем.
Завершающим действием была Франко-прусская война (1870 год), где Бисмарк обыграл императора Франции Наполеона III с объявлением войны Пруссии. Взаимодействие германских государств улучшилось после австро-прусской войны, германские государства быстро собрали вместе свои войска и победили Францию. Эта прусская победа предопределила возможность создания Германской империи во главе с императором Вильгельмом I 18 января 1871 года (170-летие коронации первого прусского короля Фридриха I) в зале зеркал в Версале около Парижа, в то время как французская столица находилась в осаде.

### 1871—1918: подъём и падение Пруссии
Новая империя Бисмарка стала одним из самых могущественных государств из стран континентальной Европы. Господство Пруссии в новой империи было почти столь же абсолютным, как это было в Северо-Германском Союзе. Пруссия имела три пятых площади империи и две трети её населения. Императорская корона стала наследственной династии Гогенцоллернов.
Однако корни будущих проблем находились в глубоких различиях между имперской и прусской системами. Империя имела систему всеобщего и равного избирательного права для всех мужчин старше 25 лет. В то же время Пруссия сохранила систему голосования с ограничительными тремя классами, в которой 17,5 % населения контролировало все сферы жизни. Имперский канцлер был, за исключением двух периодов (январь — ноябрь 1873 и 1892—1894 годов), также премьер-министром Пруссии и это означало, что на протяжении большей части существования империи королю/императору и премьер-министру/канцлеру пришлось искать большинства в избирательных законодательных органах двух абсолютно разных избирательных систем.
На момент создания империи Пруссия и Германия имели примерно две трети сельских районов. Однако в течение 20 последующих лет положение было изменено, на города и местечки уже приходилось две трети населения. Однако и в королевстве, и в империи границы округов так и не были изменены, чтобы отразить рост населения и влияние городов и местечек. Это означало, что сельские районы были просто переименованы в 1890 году.
Бисмарк понимал, что остальная часть Европы несколько скептически относится к силе нового Рейха, и обратил своё внимание на сохранение мира вроде Берлинского конгресса.
Вильгельм I умер в 1888 году, и его на троне сменил наследный принц — Фридрих III. Новый император был англофилом и планировал сделать широкие либеральные реформы. Но он умер через 99 дней с момента своего восхождения на трон. Его наследником стал 29-летний сын, Вильгельм II.
Как мальчик, Вильгельм восстал против своих родителей в их либеральных попытках и оставил пруссаков под опекой Бисмарка. Новый кайзер быстро испортил отношения с британской и российской королевскими семьями (хотя и был родственно связан с ними), стал их соперником и, наконец, врагом. Вильгельм II отстранил Бисмарка от должности в 1890 году и начал кампанию милитаризации и авантюризма во внешней политике, что в конечном итоге привело Германию к изоляции.
Во время Австро-Венгерского конфликта с Сербией кайзер уехал в отпуск, и поспешные планы мобилизации нескольких государств привели к катастрофе — Первой мировой войне (1914—1918). За выход из войны большевики, согласно Брестскому миру (1918 год), согласились на оккупацию крупных регионов западной части Российской империи, которые граничили с Пруссией. Немецкий контроль над этими территориями длился всего несколько месяцев и завершился из-за поражения немецкой армии и началом немецкой революции, приведших к отлучению кайзера от трона и его изгнанию.
Послевоенный Версальский договор заставил Германию нести полную ответственность за войну. Договор был подписан в Версале, в зале зеркал, где немецкая империя и была создана.
Ещё до завершения войны в Германии вспыхнула Ноябрьская революция 1918 г., заставившая Вильгельма II 9 ноября 1918 года отречься и от прусского престола, и от связанного с ним престола Германской империи. Королевство Пруссия было переименовано в Свободное государство Пруссия.

## Государственное устройство
- Глава государства — король Пруссии (König von Preußen).
- Исполнительный орган — Прусское государственное министерство (Preußisches Staatsministerium), состоявшее из премьер-министра Пруссии (Ministerpräsidenten von Preußen) и министров (Minister), назначалось королём и несло перед ним ответственность.
- Законодательный орган — Прусский ландтаг (Preußischer Landtag), состоявший из:
  - Прусской палаты пэров (Preußisches Herrenhaus), состоявшей из принцев королевского дома, 169 членов, назначавшихся королём, из которых 48 по предложению городских собраний представителей, 9 — по предложению университетов, 8 — провинциальных союзов рыцарей и графов, 96 — по предложению ландшафтств, 98 наследственных членов из прежних владетельных родов и дворянских фамилий[2];
  - Прусской палаты депутатов (Preußisches Abgeordnetenhaus), состоявшей из 350 членов, избиравшихся избирательными собраниями (Wahlversammlung), состоявшими из выборщиков (Wahlmann)[3][4][5] по мажоритарной системе по одномандатным округам (Wahlbezirk) (соответствовавших одному или нескольким уездам, как сельских так и городских) в 2 тура при свободном втором туре сроком на 5 лет, треть которых в свою очередь избирались платящими наибольшее количество налогов, треть — менее обложенными налогами, треть — всеми остальными, по мажоритарной системе по одномандатным округам (Urwahlbezirk) (соответствовали городам, крупным общинам или группам мелких общин) в тура при свободном втором туре, избирателями (Urwahler) могли быть только мужчины старше 25 лет.

### Политические партии

#### Левые
- Социал-демократическая рабочая партия (Sozialdemokratische Arbeiterpartei, SDAP) — социалистическая партия, позже окружные организации Социал-демократической рабочей партии Германии.

#### Правые
- Консервативная партия (Konservative Partei) — консервативная монархическая партия, позже окружные организации Немецкой консервативной партии.

#### Центр
- Прогрессистская партия (Fortschrittspartei) — либеральная партия, позже окружные организации Немецкой прогрессистской партии.
- Национал-либеральная партия (Nationalliberale Partei, NLP) — либеральная партия, позже её окружные организации.

#### Правый центр
- Партия центра (Zentrumspartei) — консервативная демократическая партия.

### Правовая система
Высшая судебная инстанция — Высший трибунал (Obertribunal), в 1879 г. его функции перешли к Рейхсгерихту, в 1703—1748 гг. его роль играл Высший апелляционный суд в Берлине (Oberappellationsgericht in Berlin), суды апелляционной инстанции с 1879 г. — 13 высших земельных судов (oberlandesgericht):
- - Прусский королевский оберландесгерихт Кёнигсберга (Königlich Preußische Oberlandesgericht Königsberg) (Восточная Пруссия)
  - Прусский королевский оберландесгерихт Мариенвердера (Königlich Preußische Oberlandesgericht Marienwerder) (Западная Пруссия)
  - Прусский королевский оберландесгерихт Позена (Königlich Preußische Oberlandesgericht Posen) (Позен)
  - Прусский королевский камергерихт (Königlich Preußische Kammergericht) (Берлин и Бранденбург)
  - Прусский королевский оберландесгерихт Штеттина (Königlich Preußische Oberlandesgericht Stettin) (Померания)
  - Прусский королевский оберландесгерихт Бреслау (Königlich Preußische Oberlandesgericht Breslau) (Силезия)
  - Прусский королевский оберландесгерихт Наумбурга (Königlich Preußische Oberlandesgericht Naumburg) (Прусская Саксония)
  - Прусский королевский оберландесгерихт Киля (Königlich Preußische Oberlandesgericht Kiel) (Шлезвиг-Гольштейн)
  - Прусский королевский оберландесгерихт Целле (Königlich Preußische Oberlandesgericht Celle) (Ганновер)
  - Прусский королевский оберландесгерихт Хамма (Königlich Preußische Oberlandesgericht Hamm) (Вестфалия)
  - Прусский королевский оберландесгерихт Кёльна (Königlich Preußische Oberlandesgericht Köln) (Рейнская провинция)
  - Прусский королевский оберландесгерихт Франкфурта-на-Майне (Königlich Preußische Oberlandesgericht Frankfurt am Main) (Гессен-Нассау)
  - Прусский королевский оберландесгерихт Касселя (Königlich Preußische Oberlandesgericht Kassel) (Гессен-Нассау)[6]

Суды первой инстанции — земельные суды (Landgericht), до 1979 г. — апелляционные суды (Apellationsgericht), до 1849 г. — надворные суды (Hofgericht) и правительства (Regierung). Низшее звено судебной системы — участковые суды (Amtsgericht), в 1849—1879 гг. — районные суды (Kreisgericht) и городские суды (Stadtgericht), в 1808—1849 гг. — земельные суды (Landgericht) и городские суды (Stadtgericht), до 1808 года — домениальные юстицамты (Domainen-justiz-amt). Высший орган административной юстиции — Прусский королевский оберфервальтунгсгерихт (Königlich-Preußische Oberverwaltungsgericht), суды апелляционной инстанции административной юстиции — прусские королевские бецирксфервальтунгсгерихты (Königlich-Preußische Bezirksverwaltungsgericht), по одному на административный округ, суды первой инстанции административной юстиции — крейсфервальтунгсгерихты (Königlich-Preußische Kreissverwaltungsgericht), функции которых выполняли районные комитеты. Органы прокуратуры — Прусская королевская генеральная прокуратура (Königlich Preußischen Generalstaatsanwaltschaft), прусские королевские обер-прокуратуры (Königlich Preußischen Oberstaatsanwaltschaft) (при каждом из оберландесгерихтов) и прусские королевские прокуратуры (Königlich Preußischen Staatsanwaltschaft) (при каждом из ландгерихтов).

## Состав и административное деление
Основные территории Королевства Пруссии были Фриульский Бранденбург и герцогство Пруссия, образовавшие Бранденбург-Пруссию. Померания была присоединена к Пруссии в 1648 году. Вместе с рядом территориальных приобретений от Швеции в 1720 году, этот регион позднее стал провинцией Померания. Прусские успехи в Силезской войне привели к образованию провинции Силезии в 1740 году. После первого раздела Польши в 1772 году аннексированные Королевская Пруссия и Вармия стали провинцией Западная Пруссия, тогда как герцогство Пруссия (вместе с частью Вармии) стала провинцией Восточная Пруссия. Другая аннексия территорий вдоль реки Нотец (Netze) привела к созданию округа Нотец. После второго и третьего разделов Речи Посполитой (Польши) (1793—1795 годы) Пруссия создала провинции Новая Силезия, Южная Пруссия и Новая Восточная Пруссия, с округом Нотец, который разграничил Западную и Южную Пруссию. Эти три провинции перешли к Царству Польскому согласно решениям Венского конгресса в 1815 году, за исключением западной части Южной Пруссии, которая стала составной частью Великого Княжества Познанского.
После крупных успехов на западе, достигнутых Пруссией после Венского конгресса, было создано десять провинций, каждая из которых подразделялось ещё на округа. Это провинции:
- Бранденбург (Потсдам)
- Восточная Пруссия (Кёнигсберг)
- Юлих-Клеве-Берг (Кёльн)
- Нижний Рейн (Кобленц)
- Померания (Штеттин)
- Великое княжество Познанское (Позен)
- Саксония (Магдебург)
- Силезия (Бреслау)
- Западная Пруссия (Данциг)
- Вестфалия (Мюнстер)

В 1822 году провинции Юлих-Клеве-Берг и Нижний Рейн были объединены в Рейнскую провинцию, с центром в Кобленце. В 1829 году провинции Восточная и Западная Пруссия объединились в провинцию Пруссия, но эти провинции вновь были образованы в 1878 году. Княжества Гогенцоллерн-Зигмаринген и Гогенцоллерны-Хехинген были аннексированы в 1850 году и образовали провинцию Гогенцоллерн с центром в Зигмарингене. После победы Пруссии в 1866 году в Австро-прусской войне территории, аннексированные Пруссией, были реорганизованы в три новые провинции: Ганновер с центром в Ганновере, Гессен-Нассау с центром в Касселе и Шлезвиг-Гольштейн с центром в Киле.
Провинции свою очередь делились на районы (Kreis) и районные города (Stadtkreis), которые в группировались в округа (Regierungsbezirk), районы делились на общины (Gemeinde) и общинные города (Stadtgemeinde), которые группировались в волости (Amtsbezirk), районные города делились на городские округа (Ortsbezirk).
Провинции
Король в провинции был представлен провинциальным советом (Provinzialrat), состоявшим из обер-президента (Oberpraesident), назначавшегося королём, и членов, избиравшихся провинциальным ландтагом (Provinziallandtag) — представительным органом провинции, состоявшим из провинциальных депутатов, избиравшихся уездными сеймами по мажоритарной системе в 2 тура при свободном втором туре, сроком на 6 лет. Исполнительный орган провинции — провинциальный комитет (Provinzialausschuss), состоявший из председателя, членов, не являвшихся профессиональными чиновниками, и провинциального директора (Landesdirektor), являвшегося профессиональным чиновником, избираемых провинциальным ландтагом сроком на 6 лет при обновлении трети каждые 2 года.
Уезды
Король в округе был представлен окружным комитетом (Bezirksausschuss), состоявший из регирунгс-президента (Regierungspraesident) и членов, избиравшихся провинциальным комитетом. Представительный орган уезда — уездный сейм (Kreistag), состоявший из уездных сеймовых депутатов (Kreistagsabgeordneter), треть избирались избирательными собраниями (Wahlversammlung), состоявшие из выборщиков (Wahlmann), по мажоритарной системе в 2 тура при свободном втором туре, в свою очередь избиравшиеся общинными собраниями по мажоритарной системе по одномандатным округам в 2 тура при свободном втором туре, треть — городскими собраниями депутатов, треть — собраниями земств (Landschaftsversammlung), исполнительный орган уезда и орган представляющий короля в уезде — уездный комитет (Kreisausschuss), состоявший из ландрата (Landrat), назначавшегося королём по предложению крейстага, являвшегося председателем, и членов, избиравшихся крейстагом сроком на 6 лет, при ротации трети каждые два года.
Города
Король в городах был представлен городским комитетом (Stadtausschuss), состоящим из бургомистра, назначавшегося королём, или обер-бургомистра и членов, назначавшихся магистратом. Представительный орган города — городское собрание депутатов (Stadtverordnetenversammlung), избирался налогоплательщиками города по мажоритарной системе по единому избирательном округу в 2 тура при свободном втором туре (в крупных городах — по многомандатным округа). Исполнительный орган города — магистрат (Magistrat), состоявший из членов (Stadtrat, ратманов (Ratmann), ратсхерров (Ratsherr)), избравшимися городским собранием представителей каждый по отдельности по мажоритарной системе в 3 тура при ограниченных 2-м (4 кандидата) и 3-м турах (2 кандидата) турах. Председателем его являлся бургомистр (Buergermeister) или обер-бургомистр (Oberbuergermeister). Городские районы возглавляли районным старшиной (Bezirksvorsteher), избиравшийся населением из числа городских депутатов.
Общины
Король в волости был представлен волостным комитетом (Amtsausschuss), состоявший из волостного старшины (Amtsvorsteher), назначавшимся обер-президентом, и членов которыми по должности являлись старосты общин и поместий. Представительный орган общины — общинное собрание (Gemeindeversammlung) состоящее из всех налогоплательщиков общины или общинное представительство (Gemeindevertretung), избираемое налогоплательщиками по мажоритарной системе в 2 тура по единому избирательному округу сроком на 6 лет, при ротации половины общинных представителей каждые 3 года, исполнительный орган общины — общинное правление (Gemeindevorstand), состоявший из старосты (Gemeindevorsteher, шульцгейсс (Schulze), сельский судья (Dorfrichter)) и шеффенов (Schöffen, герихтсманов (Gerichtsmann), сельских присяжных (Dorfgeschworener), судебных присяжных (Gerichtsgeschworener)), избираемое общинным собранием. Крупные поместья образуют отдельные поместные округа (Gutsbezirk) управлявшиеся их владельцами в качестве старосты поместья (Gutsvorsteher).

## Силовые структуры
- Сухопутные силы — Прусская королевская армия (Königlich Preußische Armee);
- Военно-морские силы — Прусский королевский флот (Königlich Preußische Marine);
- Прусский королевский ландвер и Прусский королевский зеевер;
- Прусский королевский ландштурм;
- Прусская королевская полиция, состояла из полицай-президиумов:
  - Прусский королевский полицай-президиум Кёнигсберга (Восточная Пруссия)
  - Прусский королевский полицай-президиум Данцига (Западная Пруссия)
  - Прусский королевский полицай-президиум Штеттина (Померания)
  - Прусский королевский полицай-президиум Бреслау (Силезия)
  - Прусский королевский полицай-президиум Берлина (Бранденбург)
  - Прусский королевский полицай-президиум Потсдама (Бранденбург)
  - Прусский королевский полицай-президиум Магдебурга (Прусская Саксония)
  - Прусский королевский полицай-президиум Киля (Шлезвиг-Гольштейн)
  - Прусский королевский полицай-президиум Ганновера (Ганновер)
  - Прусский королевский полицай-президиум Бохума (Вестфалия)
  - Прусский королевский полицай-президиум Аахена (Рейнская провинция, Аахенский и Дюссельдорфский округ)
  - Прусский королевский полицай-президиум Кёльна (Рейнская провинция, Кёльнский округ)
  - Прусский королевский полицай-президиум Кобленца (Рейнская провинция, Кобленцский и Трирский округ)
  - Прусский королевский полицай-президиум Франкфурта-на-Майне (Königliche Preussische Polizeipräsidium zu Frankfurt-am-Main) (Гессен-Нассау)[29]
- Прусская королевская жандармерия;
- Прусская тайная полиция (Preußische Geheimpolizei);
- Общинная полиция (Gemeimdepolizei), существовала в крупных городах[30] и была подчинена их магистратам.

## Экономика

### Финансы
Денежная единица до 1873 года — талер, был представлен:
- медными монетами (до XVIII века — серебряными монетами) номиналом в 1, 2, 3 и 4 пфеннига (с 1821 года пфенниг — 1/12 гроша или 1/360 талера, до 1821 года — 1/12 гроша и 1/288 талера, на аверсе герб Пруссии, на реверсе — номинал[31]
- серебряными монетами номиналом в 1/2, 1, 2,5 грошей, 1/6, 1/3, 1 талер (с 1821 года грош — 1/30 талера, до 1821 года — 1/24), чеканившиеся Берлинским монетным двором, на аверсе профиль Короля, на реверсе — номинал, золотыми монетами было обеспечено незначительное меньшинство серебряных монет и банкнот
- золотыми монетами номиналом 1/2, 1 (около 3,3 талера) и 2 союзные кроны, в 1750—1857 гг. — номиналом в 5 и 10 талеров, до 1750 г. — номиналом в 1 дукат
- с 1820 г. — кредитными билетами (Koenigliche Kassenanweisung) номиналом в 1 и 5 талеров[32], эмитировавшимися Главным казначейским управлением Пруссии (Hauptverwaltung der Staatsschulden)[33]
- c 1765 г. — прусскими банкнотами (Preussische Banknote) номиналом в 10, 25 и 50 талеров[34] эмитировавшимися в 1836—1873 гг. — Прусским банком (Preussische Bank), в 1765—1846 гг. — Королевским главным банком (Königliche Hauptbank) и обеспечивающиеся его активами (серебряными монетами)
- банкнотами в 10, 20, 50 и 100 талеров, эмитировавшимися региональными частными банками:
  - Банк берлинского общества сберегательных касс (Bank des Berliner Kassenvereins)
  - Городской банк Бреслау (Städtische Bank in Breslau)
  - Провинциальный акционерный банк Позена (Provinzial-Aktien Bank in Posen)
  - Данцигский частный акционерный банк (Danziger Privat-Actien-Bank)
  - Рыцарский частный банк Померании (Ritterschaftliche Privatbank in Pommern)
  - Магдебургский частный банк (Magdeburger Privatbank)
  - Кёльнский частный банк (Kölnische Privatbank)
  - Коммунально-сословный банк Прусской Верхней Лужицы (Kommunalständische Bank für die preußische Oberlausitz)
  - Франкфуртский банк (Frankfurter Bank)
  - Ганноверский банк (Hannoversche Bank)
  - Ландграфский Гессенский земельный банк Бад-Хомбурга (Landgräflich Hessische Landesbank Bad Homburg)

Денежная единица с 1873 года — марка, была представлена золотыми монетами номиналом в 10 и 20 марок, серебряными монетами номиналом в 1, 2 и 5 марок, на реверсе — рейхсадлер, надпись «Deutsches Reich» и стоимость монеты в виде надписи, на аверсе — портрет короля, имперскими кредитными билетами (Reichskassenschein) номиналом в 5, 10, 20 и 50 марок, рейхсбанкноты (Reichsbanknote) номиналом 10, 20, 50, 100, 500 и 1000 марок, разменная монета пфенниг, серебряные монеты номиналом в 20 и 50 пфеннигов, монеты из сплавов меди номиналом в 1, 2, 5 и 10 пфеннигов, на реверсе — рейхсадлер.

### Транспорт и связь
Оператор железных дорог — Прусские государственные железные дороги (Preußische Staatseisenbahnen), имела королевские железнодорожные дирекции (Königliche Eisenbahndirektionen):
- Королевская железнодорожная дирекция Кёнигсберга (Восточная Пруссия)
- Королевская железнодорожная дирекция Данцига (Западная Пруссия)
- Королевская железнодорожная дирекция Позена (Позен)
- Королевская железнодорожная дирекция Бромберга (Позен)
- Королевская железнодорожная дирекция Бреслау (Силезия)
- Королевская железнодорожная дирекция Каттовица (Силезия)
- Королевская железнодорожная дирекция Штеттина (Померания)
- Королевская железнодорожная дирекция Берлина (Бранденбург)
- Королевская железнодорожная дирекция Магдебурга (Саксония)
- Королевская железнодорожная дирекция Галле (Саксония)
- Королевская железнодорожная дирекция Эрфурта (Саксония)
- Королевская железнодорожная дирекция Альтоны (Шлезвиг-Гольштейн)
- Королевская железнодорожная дирекция Ганновера (Ганновер)
- Королевская железнодорожная дирекция Мюнстера (Вестфалия)
- Королевская железнодорожная дирекция Кёльна (Рейнская провинция)
- Королевская железнодорожная дирекция Эссена (Рейнская провинция)
- Королевская железнодорожная дирекция Эльберфельда (Рейнская провинция)
- Королевская железнодорожная дирекция Саарбрюккена (Рейнская провинция)
- Королевская железнодорожная дирекция Франкфурта-на-Майне (Гессен-Нассау)
- Королевская железнодорожная дирекция Касселя (Гессен-Нассау)

Оператор почтовой и телефонной связи — Прусская королевская почта, с 1871 года — Рейхспочта, делилась территориально на Императорские главные почтовые дирекции (Kaiserliche Oberpostdirektion) из которых на территории Пруссии были расположены:
- Императорская обер-почт-дирекция Кёнигсберга (Восточная Пруссия)
- Императорская обер-почт-дирекция Гумбиннен (Восточная Пруссия)
- Императорская обер-почт-дирекция Данцига (Западная Пруссия)
- Императорская обер-почт-дирекция Мариенвердера (Западная Пруссия)
- Императорская обер-почт-дирекция Позена (Позен)
- Императорская обер-почт-дирекция Бромберга (Позен)
- Императорская обер-почт-дирекция Штеттина (Померания)
- Императорская обер-почт-дирекция Кёслина (Померания)
- Императорская обер-почт-дирекция Штральзунда (Померания)
- Императорская обер-почт-дирекция Бреслау (Силезия)
- Императорская обер-почт-дирекция Лигница (Силезия)
- Императорская обер-почт-дирекция Оппельна (Силезия)
- Императорская обер-почт-дирекция Берлина (Бранденбург)
- Императорская обер-почт-дирекция Франкфурта-на-Одере (Бранденбург)
- Императорская обер-почт-дирекция Потсдама (Бранденбург)
- Императорская обер-почт-дирекция Магдебурга (Саксония)
- Императорская обер-почт-дирекция Мерзебурга (Саксония)
- Императорская обер-почт-дирекция Эрфурта (Саксония)
- Императорская обер-почт-дирекция Мюнстера (Вестфалия)
- Императорская обер-почт-дирекция Арнсберга (Вестфалия)
- Императорская обер-почт-дирекция Миндена (Вестфалия)
- Императорская обер-почт-дирекция Кёльна (Рейнская провинция)
- Императорская обер-почт-дирекция Дюссельдорфа (Рейнская провинция)
- Императорская обер-почт-дирекция Аахена (Рейнская провинция)
- Императорская обер-почт-дирекция Кобленца (Рейнская провинция)
- Императорская обер-почт-дирекция Трира (Рейнская провинция)
- Императорская обер-почт-дирекция Киля (Шлезвиг-Гольштейн)
- Императорская обер-почт-дирекция Ганновера (Ганновер)
- Императорская обер-почт-дирекция Франкфурт-на-Майне (Гессен-Нассау)
- Императорская обер-почт-дирекция Касселя (Гессен-Нассау)

## Культура
- Высшее научное учреждение — Прусская академия наук (Preußische Akademie der Wissenschaften)
- Высшие учебные заведения:
  - (университеты)
    - Кёнигсбергский королевский университет им. Герцога Альбрехта (Кёнигсберг, Кёнигсбергский округ, Восточная Пруссия)
    - Грайфсвальдский королевский университет (Грайфсвальд, Штральзундский округ, Померания)
    - Бреслаусский королевский университет им. Фридриха-Вильгельма III (Бреславль, Бреславльский округ, Нижняя Силезия)
    - Берлинский королевский университет им. Фридриха Вильгельма III (Большой Берлин)
    - Галльский королевский университет (Галле, Мерзебургский округ, Прусская Саксония)
    - Кильский королевский университет им. Христиана-Альбрехта (Киль, Шлезвиг-Гольштейн)
    - Гёттингенский королевский университет имени Георга-Августа (Гёттинген, Хильдесхаймский округ, Ганновер)
    - Мюнстерский королевский университет имени Вильгельма II(Мюнстер, Мюнстерский округ, Вестфалия)
    - Боннский королевский университет имени имени Фридриха Вильгельма III (Бонн, Кёльнский округ, Рейнская провинция)
    - Марбургский королевский университет имени Ландграфа Филиппа (Марбург, Кассельский округ, Гессен-Нассау)

  - (высшие технические училища)
    - Берлинское королевское высшее техническое училище (Königlich Preußische Technische Hochschule Berlin)
    - Ганноверское королевское высшее техническое училище (Königliche Technische Hochschule Hannover)
    - Аахенское королевское высшее техническое училище
    - Клаустальская королевская горная академия

## Религия
- Евангелический Высший церковный совет (Evangelischer Oberkirchenrat), состоял из Президента Верховного церковного совета (Präsidenten des Evangelischen Oberkirchenrats) и верховных церковных советников (Oberkirchenrat), при котором периодически собирается Генеральный синод (Generalsynode)[35], в провинциях управление евангелическими приходами осуществляли королевские консистории, состоявшие из светского президента, духовного вице-президента, которым являлся королевский генерал-суперинтендент (Generalsuperintendenten) и консисторских советников (Konsistorialrat), при которых собирались провинциальные синоды (Provinzialsynode), в районах управление евангелическими приходами осуществляли суперинденты (Superintendenten), при которых собирались районные синоды (Kreissynode), исполнительные органы — правления районных синодов (Kreissynodalvorstand)[36][37], состоявшие из суперинтендента и синодальных старост (Synodalältester), управление приходами осуществляли пасторы (Pfaer), при которых собирались общинные собрания (Gemeindeversammlung), исполнительные органы — церковные правление (Kirchenvorstand), состоящие из пастора и церковных старост (Kirchenvorsitzender)
  - Королевская консистория Провинции Восточная Пруссия (Königliches Consistorium der Provinz Ostpreußen) — руководили приходами объединявших большинство лютеран и кальвинистов Восточной Пруссии
  - Королевская консистория Провинции Западная Пруссия (Königliches Consistorium der Provinz Westpreußen) — руководили приходами объединявшими преимущественно немцев-лютеран, а также немцев-кальвинистов, германизированных поляков-лютеран, германизированных поляков-кальвинистов Западной Пруссии, а также большинство верующих Торна и Бромберга вообще
  - Королевская консистория Провинции Позен (Königliches Consistorium der Provinz Posen) — руководили приходами объединявшими преимущественно немцев-лютеран, а также большинство немцев-кальвинистов, германизированных поляков-лютеран и германизированных поляков-кальвинистов Позена
  - Королевская консистория Провинции Померания (Königliches Consistorium der Provinz Pommern) — руководили приходами объединявшими большинство лютеран и кальвинистов, а также большинство верующих Померании вообще
  - Королевская консистория Провинции Силезия (Königliches Consistorium der Provinz Schlesien) — руководили приходами объединяла преимущественно немцев-лютеран, а также немцев-кальвинистов, германизированных поляков-лютеран и германизированных поляков-кальвинистов, а также большинство верующих Нижней Силезии вообще
  - Королевская консистория Провинции Бранденбург (Königliches Consistorium der Provinz Brandenburg) — руководили приходами объединявшими большинство лютеран и кальвинистов, а также большинство верующих Бранденбурга вообще
  - Королевская консистория Провинции Саксония (Königliches Consistorium der Provinz Sachsen), Штольбергская графская консистория (Gräflich Stolbergsches Consistorium), Консистория Росслы и Консистория Вернигероде — руководили приходами объединявшими большинство лютеран и кальвинистов Прусской Саксонии, а также большинство верующих Прусской Саксонии вообще
  - Королевская консистория Провинции Вестфалия (Königliches Consistorium der Provinz Westfalen) — руководили приходами объединявшими большинство лютеран и кальвинистов Вестфалии
  - Королевская консистория Рейнской провинции (Konigliches Consistorium der Rheinprovinz) — руководили приходами объединявшими большинство лютеран и кальвинистов Рейнской области
- Прусская королевская консистория Касселя (Königliches Preussisches Konsistorium Cassel), Прусская королевская консистория Висбадена (Königliches Preussisches Konsistorium Wiesbaden) и Прусская королевская консистория Франкфурта-на-Майне — руководили приходами объединявшими большинство лютеран и кальвинистов Гессен-Касселя
- Королевская прусская земельная консистория Ганновера (Königliches Preussisches Landesconsistorium Hannover) — руководила приходами объединявшими большинство лютеран, а также большинство верующих Ганновера, вообще
- Королевская прусская консистория Ауриха (Königliches Preussisches Consistorium Aurich) — руководила приходами объединявшими объединяла часть кальвинистов
- Королевская евангелическо-лютеранская консистория Киля (Königliches Evangelisch-Lutherisches Consistorium in Kiel) — руководила приходами объединявшими большинство лютеран, а также большинство верующих Шлезвиг-Гольштейна, вообще
- Фульдская конференция католических епископов
  - Церковная провинция Гнезно (Kirchenprovinz Gniezno):
    - Архиепархия Гнезно (Erzbistum Gniezno) и находящаяся в персональной унии с ней Епархия Познани — объединяли преимущественно поляков-католиков и немцев-католиков переселившихся из Царства Польского и Малопольши, а также германизированных поляков-католиков и немцев-католиков Позена
    - Епархия Хельмно (Bistum Kulm) — объединяли преимущественно германизированных поляков-католиков и немцев-католиков Западной Пруссии

  - Епархии находящиеся в непосредственном подчинении Святого престола
    - Епархия Вармия (Bistum Ermland) — объединяла преимущественно немцев-католиков Восточная Пруссия, а также поляков-католиков Вармии
    - Епархия Бреслау (Bistum Breslau) — объединяла преимущественно поляков-католиков Силезии, а также немцев-католиков Силезии
      - Епископская делегатура Бранденбурга и Померании (Fürstbischöfliche Delegatur für Brandenburg und Pommern) — объединяла большинство католиков Бранденбурга и Померании

    - Апостольский викариат Северной Германии (Apostolisches Vikariat des Nordens) — объединяла большинство католиков Шлезвиг-Гольштейна
    - Епархия Хильдесхайма (Bistum Hildesheim) и Епархия Оснабрюка (Bistum Osnabrück) — объединяли большинства католиков Ганновера

  - Церковная провинция Фрайбурга (Kirchenprovinz Freiburg)
    - Епархия Фульды (Bistum Fulda) и Епархия Лимбурга (Bistum Limburg) (Гессен-Нассау) — объединяли большинство католиков Гессен-Нассау

  - Церковная провинция Кёльна
    - Архиепархия Кёльна (Erzbistum Köln) и Епархия Трира (Bistum Trier) — объединяли большинство немцев-католиков Рейнской провинции, а также большинство поляков-католиков, переселившихся из Царства Польского и Малопольши
    - Епархия Падеборна (Bistum Paderborn) и Епархия Мюнстера (Bistum Münster) — объединяли большинство католиков Вестфалии и Прусской Саксонии
- Прусский земельный союз еврейских общин (Preussischer Landesverband juedischer Gemeinden), состоящий из провинциальных союзов:
  - Союз еврейских общин Восточной Пруссии — объединял преимущественно германизированных евреев-иудаистов Восточной Пруссии
  - Союз еврейских общин Западной Пруссии — объединял преимущественно германизированных евреев-иудаистов Западной Пруссии
  - Союз еврейских общин Позена — объединял евреев-иудаистов Позена преимущественно переселившихся из Царства Польского, Малопольши и Галиции
  - Союз еврейских общин Померании — объединял преимущественно германизированных евреев-иудаистов Померании
  - Союз еврейских общин Силезии — объединял преимущественно германизированных евреев-иудаистов Силезии
  - Союз еврейских общин Бранденбурга — объединял преимущественно германизированных евреев-иудаистов Бранденбурга
  - Союз еврейских общин Саксонии — объединял преимущественно германизированных евреев-иудаистов Саксонии
  - Союз еврейских общин Шлезвиг-Гольштейна (Verband Jüdischer Gemeinden von Schleswig-Holstein) — объединял преимущественно евреев-иудаистов Шлезвиг-Гольштейна
  - Союз еврейских общин Ганновера — объединял преимущественно германизированных евреев-иудаистов Ганновера
  - Союз еврейских общин Вестфалии — объединял преимущественно германизированных евреев-иудаистов Вестфалии
  - Союз еврейских общин Рейнской области — объединял преимущественно германизированных евреев-иудаистов Рейнской области
  - Союз еврейских общин Гессен-Нассау — объединял евреев-иудаистов Гессен-Нассау, преимущественно переселившихся из Царства Польского, Малопольши и Галиции